# 马尔康镇
马尔康镇（藏語：འབར་ཁམས་གྲོང་རྡལ།），是中华人民共和国四川省阿坝藏族羌族自治州马尔康市下辖的一个乡镇级行政单位。2019年12月，撤销卓克基镇，将其所属行政区域划归马尔康镇管辖。

## 行政区划
马尔康镇下辖以下地区：
马江社区、美谷社区、达萨社区、阿底村、菜农一村、查北村、牧业村、俄尔雅村、菜农二村、莫拉村、英波洛村、本真村和邓加村；以及原屬卓克基镇的纳足村、西索村和查米村。